# Проводенко Леонід Михайлович
Леоні́д Миха́йлович Проводе́нко (10 вересня 1963, Михайлівка — 28 грудня 2016, Крута Балка, Ясинуватський район, Донецька область, Україна) — старший сержант Збройних сил України, командир відділення розвідвзводу 12-го окремого мотопіхотного батальйону «Київ» (72 ОМБр). Позивний «Козак».
Лицар ордена Богдана Хмельницького.

## Життєпис
До війни виконував обов'язки громадського інспектора з охорони довкілля Державної екологічної інспекції у Луганській області. Проживав у с. Михайлівка (Перевальський район) Луганської області. З початком війни вивіз сім'ю до Києва і 6 серпня 2014 пішов добровольцем на фронт у складі 12 ОМПБ.
В безпосередньому зіткненні з проросійськими формуваннями в районі Авдіївки зарізав двох ворогів. Тіло загиблого Леоніда було викрадене бойовиками з місця загибелі. Згідно з домовленостями, ворог віддав тіло для поховання з належними почестями.
По смерті залишилися дружина син та донька.

Могила Леоніда Проводенка.

Похований на військовому Лук'янівському кладовищі Києва (ділянка № 4).

## Нагороди  та вшанування
- Указом Президента України № 138/2017 від 22 травня 2017 року «особисту мужність, виявлену у захисті державного суверенітету та територіальної цілісності України, самовіддане виконання військового обов'язку» нагороджений орденом «Богдана Хмельницького» III ступеня (посмертно)[3].
- Вшановується в меморіальному комплексі «Зала пам'яті», в щоденному ранковому церемоніалі 28 грудня[4][5].